# November’s Chopin
A November's Chopin (egyszerűsített kínai: 十一月的萧邦, pinjin: Shí Yī Yuè Dè Xiāo Bāng, magyaros átírással: Si ji jüe tö Hsziao Pang) Jay Chou tajvani mandopopénekes hatodik stúdióalbuma, mely 2005-ben jelent meg. A lemezen szerepel egy duett Lara Veroninnal a Nan Quan Mama együttesből, valamint bónuszdalként az Initial D című film filmzenéjének nyitó és záródala. Az album első dalát Chopin híres noktürnjei ihlették. A Szi mian csu ko (Sì Miàn Chǔ Gē) című dalban, mely a lesifotósoknak íródott, Chou koreai nyelven is rappel néhány sort. A Fa zsu hszüe (Fà Rú Xuě) című dalban hagyományos kínai hangszereket (pi-pá, valamint a cimbalomhoz hasonlatos yangqin) szerepeltet. Az albumból Ázsia-szerte 2 700 000 példány fogyott.

## Számlista
- Hajad akár a hóRészlet a Fa zsu hszüe (Fà Rú Xuě) című dalból

Nem tudod lejátszani a fájlt?
Az összes szám szerzője Jay Chou.
| #   | Cím                                                                                         | Dalszöveg                                 | Hossz |
| --- | ------------------------------------------------------------------------------------------- | ----------------------------------------- | ----- |
| 1.  | Je csü (Yè Qǔ) (夜曲 Nocturnes)                                                             | Vincent Fang                              | 3:48  |
| 2.  | Lan szö feng pao (Lán Sè Fēng Bào) (藍色風暴 Blue Storm)                                    | Vincent Fang                              | 4:46  |
| 3.  | Fa zsu hszüe (Fà Rú Xuě) (髮如雪 Hair Like Snow)                                            | Vincent Fang                              | 5:01  |
| 4.  | Hej szö mao ji (Hēi Sè Máo Yī) (黑色毛衣 Black Sweater)                                     | Jay Chou                                  | 4:11  |
| 5.  | Szi mian csu ko (Sì Miàn Chǔ Gē) (四面楚歌 Besieged From All Sides)                         | Jay Chou                                  | 4:07  |
| 6.  | Feng (Fēng) (楓 Maple)                                                                      | Devon Song                                | 4:37  |
| 7.  | Lang man sou csi (Làng Màn Shǒu Jī) (浪漫手機 Romantic Cell Phone)                          | Vincent Fang                              | 3:59  |
| 8.  | Ni lin (Nì Lín) (逆鳞 Reverse Scale)                                                        | Huang Csün-lang (Jun-Lang Huang) (黃俊郎) | 3:54  |
| 9.  | Maj ja tang (Mài Yá Táng) (麥芽糖 Malt Candy)                                               | Vincent Fang                              | 4:20  |
| 10. | San hu haj (Shān Hú Hǎi) (珊瑚海 Coral Sea; Lara Veroninnal)                                | Vincent Fang                              | 4:16  |
| 11. | Piao ji (Piāo Yí) (飄移 Drifting, Initial D nyitódal, bónusz)                               | Vincent Fang                              | 4:04  |
| 12. | Ji lu hsziang pej (Yī Lù Xiàng Běi) (一路向北 All the Way North, Initial D záródal, bónusz) | Vincent Fang                              | 4:54  |